# Gare de Cergy-Préfecture
Pour les articles homonymes, voir Gare de Cergy.
La gare de Cergy-Préfecture est une gare ferroviaire française de la ligne de Cergy, située dans la commune de Cergy (département du Val-d'Oise).
C'est une gare SNCF desservie par les trains de la ligne A du RER et ceux de la ligne L du Transilien (réseau Paris-Saint-Lazare).

## Histoire
La gare de Cergy-Préfecture fut ouverte le 31 mars 1979, dans le but d'accompagner le développement de la ville nouvelle de Cergy-Pontoise, devenue une communauté d'agglomération ainsi que de desservir le quartier de Cergy-Préfecture, le centre urbain de la ville nouvelle, devenu Cergy-Grand Centre en 2004. La gare fut le terminus de l'une des branches du réseau Transilien Paris Saint-Lazare, l'actuelle ligne L, avant son prolongement le 29 septembre 1985 jusqu'à Cergy-Saint-Christophe. Depuis le 29 mai 1988, la gare de Cergy-Préfecture est également desservie par le RER A.

## Service des voyageurs

### Accueil

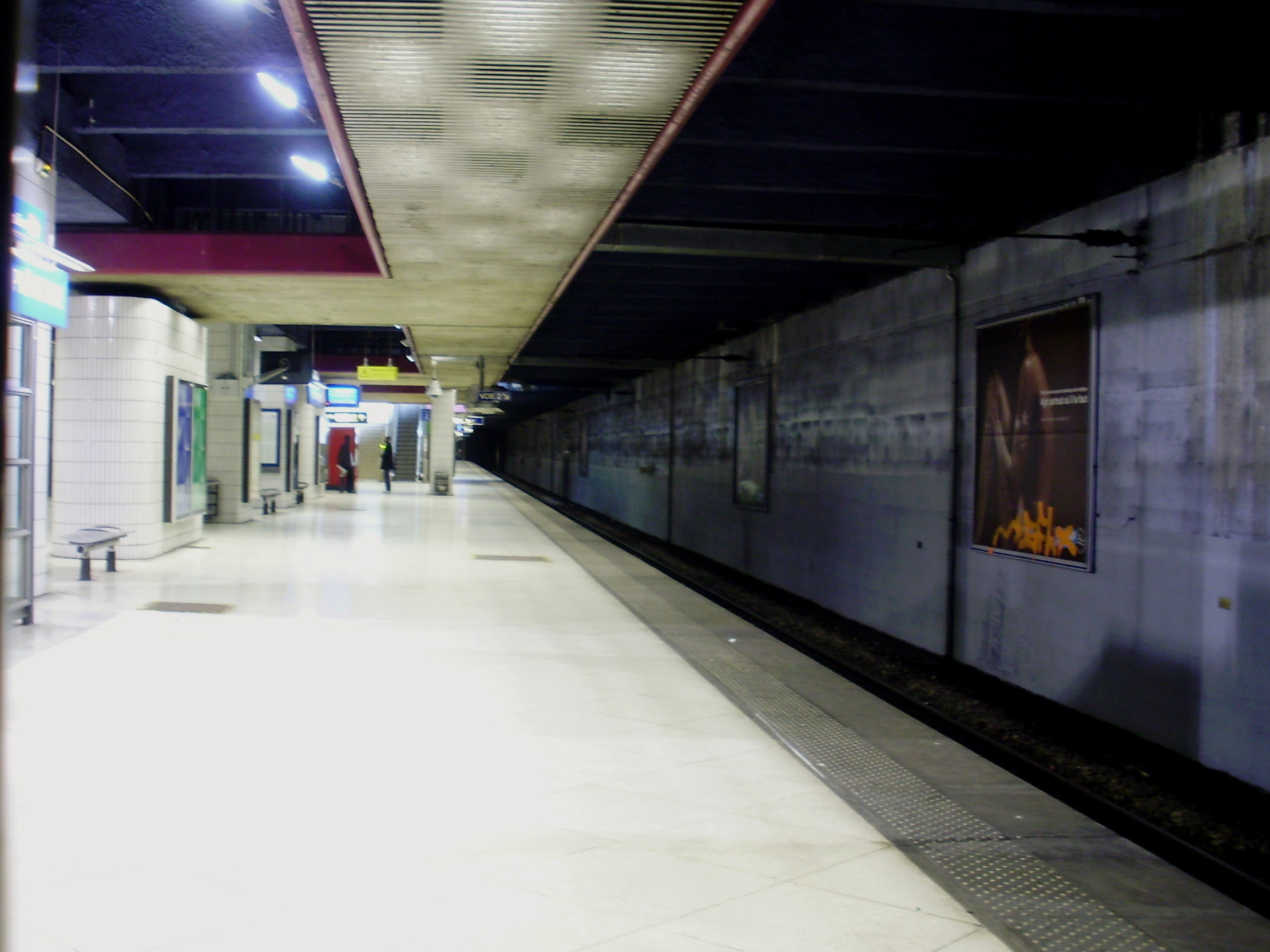
Les quais.

La gare, souterraine, est située en dessous du centre commercial des 3 Fontaines et à proximité immédiate de la préfecture du Val-d'Oise. Un guichet est ouvert tous les jours de 4 h 35 à 1 h 55. Quatre automates Transilien se situent sur le parvis de la gare. L'accès aux quais peut s'effectuer soit par un ascenseur soit par deux escalators ou des escaliers fixes. Des portiques de contrôle des titres de transports équipent la gare.
Deux distributeurs de boissons et de friandises se trouvent sur le parvis de la gare. Une boîte aux lettres est située devant la gare.

### Desserte
Cergy-Préfecture est desservie par les trains de la ligne A du RER parcourant la branche A3 ainsi que par des trains de la ligne L en provenance et à destination de la gare de Paris Saint-Lazare en semaine. 
Cette desserte comprend :
- un train toutes les 20 minutes le samedi et le dimanche, toutes les 11 à 12 minutes aux heures de pointe du lundi au vendredi, et toutes les 30 minutes tous les jours en soirée, sur la ligne A du RER ;
- un train toutes les 11 à 12 minutes aux heures de pointe et toutes les heures aux heures creuses, uniquement en semaine sur la ligne L du réseau Saint-Lazare.

Seul le RER A dessert la gare le week-end et en soirée. Les trains de la ligne L la desservent seulement en semaine.
Depuis le 10 décembre 2017, la gare de Cergy-Préfecture est moins desservie avec un train de la ligne A toutes les 11 à 12 minutes au lieu de 10 auparavant.

### Intermodalité
La gare est desservie par :

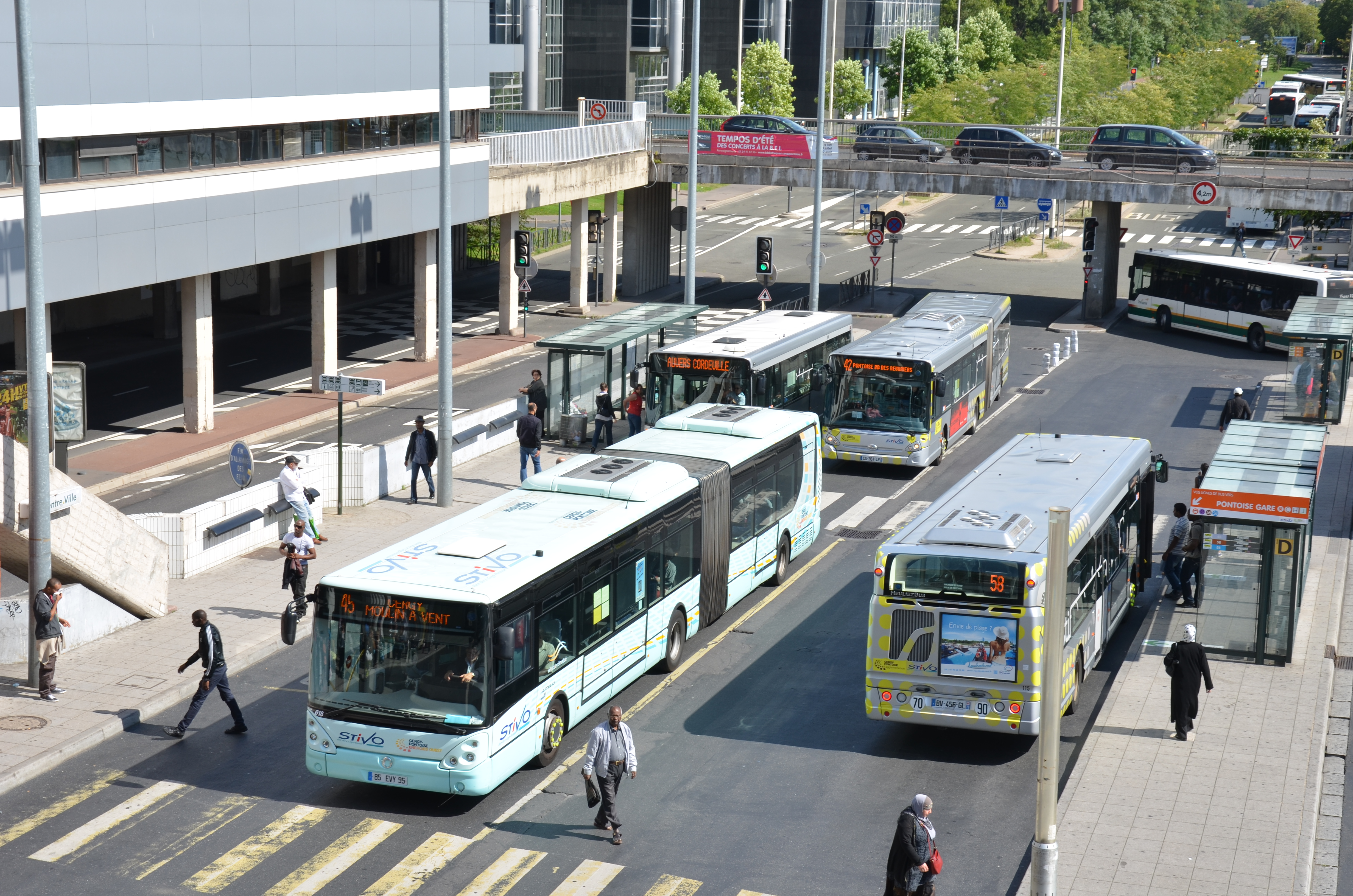
La gare routière.

- les lignes 1201, 1202, 1207, 1208, 1224, 1226, 1228, 1229, 1230, 1232, 1238, 1241 et 1242 du réseau de bus Cergy-Pontoise Confluence ;
- les lignes 95-03A, 95-03B, 95-19 et 95-20 du réseau de bus Val Parisis ;
- les lignes 1317 et 95.18 du réseau de bus Haut Val-d'Oise ;
- les lignes 7802, 7808, 7816 du réseau de bus Île-de-France Ouest ;
- la ligne 09 du réseau de bus du Mantois ;
- la ligne 41 du réseau de bus de Poissy - Les Mureaux ;
- les lignes 95.04, 95.05, 95.06, 95.07, 95.08, 95.12, 95.22, 95.23, 95.41, 95.48 et 95.50 du réseau de bus du Vexin ;
- les lignes N150 et N152 du service de bus de nuit Noctilien ;
- les lignes 603, 604 et 609 du réseau interurbain de l'Oise.

## Fréquentation
De 2015 à 2023, les estimations de la SNCF sont les suivantes :
| Année         | 2015       | 2016       | 2017       | 2018       | 2019       | 2020      | 2021      | 2022       | 2023       |
| ------------- | ---------- | ---------- | ---------- | ---------- | ---------- | --------- | --------- | ---------- | ---------- |
| Fréquentation | 11 996 226 | 12 213 175 | 12 347 999 | 12 279 673 | 12 236 286 | 5 992 100 | 8 443 663 | 12 677 261 | 12 719 391 |

## Projets
À l'horizon 2030, selon le Schéma directeur de la région Île-de-France (SDRIF), la gare de Cergy-Préfecture pourrait être le terminus d'une ligne de transport en commun en site propre, la reliant à celle de Pontoise.
Il a été prévu de renommer la gare de Cergy-Préfecture en gare de Cergy-Grand Centre. Ce changement de nom n'a jamais  été effectué. 
Dans les prochaines années, la gare de Cergy-Préfecture doit être profondément modifiée. Les travaux de modernisation de la gare ont commencé depuis le 7 décembre 2021 avec une ouverture des nouveaux aménagements à la fin de 2023. Le 3 juin 2025, l'éco-station de bus de Cergy-Préfecture entre en service.